# جون هودج
جون هودج (بالإنجليزية: John Hodge)‏ (1 أبريل 1969 في المملكة المتحدة - ) هو لاعب كرة قدم بريطاني في مركز جناح. لعب مع سوانزي سيتي ونادي إكزتر سيتي ونادي غيلينغهام ونادي نورثامبتون تاون ونادي والسول ونادي كيدرمينستر هاريرز لكرة القدم وFalmouth Town A.F.C. ‏.

## وصلات خارجية
- جون هودج على موقع قاعدة بيانات كرة القدم.إي يو (الإنجليزية)